# Manoir de la Salamandre
Le Manoir de la Salamandre est un édifice à colombages, abritant un hôtel, situé dans la station balnéaire d'Étretat en Normandie, en France.
Il se trouve dans le centre-ville d'Étretat, à environ 100 mètres de la plage.

## Histoire et architecture
La maison à colombages de trois étages a été construite au tournant du XXe siècle. L'architecte est le Fécampois Émile Mauge. La maison s'inspire de l'architecture médiévale à colombages. Mauge a utilisé des parties d'un bâtiment du XVe siècle de Lisieux pour construire le manoir.
La façade de la maison est richement décorée et présente diverses sculptures. Beaucoup d'entre elles ont été créées par le menuisier Rabot. Certaines traitent notamment du thème de l'alchimie. La représentation d'une salamandre, dont on dit qu'elle est capable de résister au feu, donne son nom à l'édifice.

## Source de traduction
- (de) Cet article est partiellement ou en totalité issu de l’article de Wikipédia en allemand intitulé « Manoir de la Salamandre » (voir la liste des auteurs).